# Пао (самоврядна зона)
Пао (бірм. ပအိုဝ့် ကိုယ်ပိုင်အုပ်ချုပ်ခွင့်ရ ဒေသ pəʔo̰ kòbàɪɴ ʔoʊʔtɕʰoʊʔ kʰwɪ̰ɴja̰ dèθa̰) — самоврядна зона в штаті Шан (національний округ) М'янми, де проживає однойменна народність Пао. Самокерована зона ділиться на 3 повіти з центрами в містечках Намлонг, Хопон і Hsi Hseng. Створена в 2008 році.